# Santa Prisca (titolo cardinalizio)
Santa Prisca (in latino Titulus Sanctæ Priscæ) è un titolo cardinalizio istituito, secondo il racconto del Liber Pontificalis, da papa Evaristo all'inizio del II secolo.
Fu eretto in onore di santa Prisca che, per tradizione, è ritenuta la prima donna in Occidente a testimoniare col martirio la fede cristiana. Sempre secondo questa la santa fu uccisa nella persecuzione di Claudio e sepolta poi nelle catacombe di Priscilla. Dall'VIII secolo si cominciò ad identificare la santa con la moglie di sant'Aquila, cosicché il titolo originario venne modificato in Titulus Aquililae et Priscae. È inoltre presente una chiesa di Santa Prisca a Roma nel luogo dove, sempre secondo la tradizione, san Pietro avrebbe battezzato alcuni catecumeni in un capitello, ivi custodito.
Il titolo è documentato per la prima volta durante il concilio romano indetto da papa Simmaco nel 499, cui prese parte Dominicus presbyter tituli Priscae. Un presbitero omonimo, ma senza indicazione del titolo di appartenenza, figura anche tra i partecipanti del concilio indetto nel 495 da papa Gelasio I; si tratta probabilmente dello stesso personaggio.
Risalgono allo stesso periodo, tra il V e il VI secolo, due iscrizioni con i nomi dei presbiteri Adeodato e Aurelio, del titolo di Prisca.
Dal 21 ottobre 2003 il titolare è il cardinale Justin Francis Rigali, arcivescovo emerito di Filadelfia.

## Titolari
- Domenico (prima del 495 ? - dopo il 499)
- Adeodato (V/VI secolo)[3]
- Aurelio (V/VI secolo)[3]
- Mauro (menzionato nel 595)[4]
- Giovanni (menzionato nel 721)[5]
- Domenico (prima del 743 - dopo il 745)[6]
- Ermogene (menzionato nel 761)[6]
- Giovanni (prima dell'853 - dopo l'869)[7]
- Gregorio (1088 - 1094)
- Geoffroy, O.S.B. (1094 - 1099)
- Gerardo (1099 - ca. 1100)
- Romano (circa 1110 - ca. 1115)
- Gerardo (o Guirardo) (circa 1115 - ca. 1120)
- Gregorio (1120 - 1121)
- Pietro (1121 - 1122)
- Gerardo (? - aprile 1129)
- Errico (1129 - 1130 deposto in quanto seguace dell'antipapa Anacleto II)
- Gregorio (1130 ? - ca. 1138 deceduto)
- Raniero (1138 - 1146 deceduto)
- Astaldo degli Astalli (1151 - 1161 ? deceduto)
- Uberto (febbraio 1159 ? - prima del 1180 deceduto)
- Giovanni Colonna Sr., O.S.B.Cas. (maggio 1193 - dicembre 1204 nominato cardinale vescovo di Sabina)
- Pierre Arnaud, O.S.B. (1305 - 1306)
- Arnaud Nouvel (o Novelli), O.Cist. (19 dicembre 1310 - 14 agosto 1317 deceduto)
- Simon d'Archiac (20 dicembre 1320 - 14 maggio 1323 deceduto)
- Jacques Fournier, O.Cist. (18 dicembre 1327 - 20 dicembre 1334 eletto papa)
- Gozzio (o Gotius) Battaglia (18 dicembre 1338 - 10 giugno 1348 deceduto)
- Bertrand Lagier, O.Min. (30 maggio 1371 - 1375 nominato cardinale presbitero di Santa Cecilia)
- Agapito Colonna (18 settembre 1378 - 11 ottobre 1380 deceduto)
  - Giacomo d'Itri (o de Viso) (18 dicembre 1378 - novembre 1387 nominato cardinale presbitero di Santa Prassede), pseudocardinale dell'antipapa Clemente VII
  - Pileo da Prata (1387 - 1391 dimesso), pseudocardinale dell'antipapa Clemente VII
- Zbigniew Oleśnicki (8 gennaio 1440 - 1º aprile 1455 deceduto)
- Juan de Mella (18 dicembre 1456 - 12 ottobre 1467 deceduto)
  - Titolo vacante (1465 - 1496)
- Juan de Castro (24 febbraio 1496 - 29 settembre 1506 deceduto)
- Niccolò Fieschi (5 ottobre 1506 - 5 febbraio 1518); in commendam (5 febbraio 1518 - 15 giugno 1524 deceduto)
  - Titolo vacante (1518 - 1525)
- Andrea della Valle (27 marzo 1525 - 21 aprile 1533); in commendam (21 aprile 1533 - 3 agosto 1534 deceduto)
  - Titolo vacante (1533 - 1537)
- Gianvincenzo Carafa (23 luglio 1537 - 28 novembre 1537 nominato cardinale presbitero di Santa Maria in Trastevere)
- Rodolfo Pio (28 novembre 1537 - 24 settembre 1543 nominato cardinale presbitero di San Clemente)
- Bartolomeo Guidiccioni (24 settembre 1543 - 4 novembre 1549 deceduto)
- Federico Cesi (o Cesa) (28 febbraio 1550 - 20 settembre 1557 nominato cardinale vescovo di Palestrina)
- Giovanni Angelo de' Medici (20 settembre 1557 - 25 dicembre 1559 eletto papa)
- Jean Bertrand (16 gennaio 1560 - 13 marzo 1560 nominato cardinale presbitero di San Crisogono)
- Jean Suau (26 aprile 1560 - 29 aprile 1566 deceduto)
- Bernardo Salviati (15 maggio 1566 - 6 maggio 1568 deceduto)
- Antoine Perrenot de Granvelle (14 maggio 1568 - 10 febbraio 1570 nominato cardinale presbitero di Sant'Anastasia)
- Stanislaw Hosius (o Hoe, o Hosz) (10 febbraio 1570 - 9 giugno 1570 nominato cardinale presbitero di Sant'Anastasia)
- Girolamo da Correggio (9 giugno 1570 - 3 luglio 1570 nominato cardinale presbitero di Sant'Anastasia)
- Giovanni Francesco Gambara (3 luglio 1570 - 17 ottobre 1572 nominato cardinale presbitero di Sant'Anastasia)
- Alfonso Gesualdo di Conza (o Gonza) (17 ottobre 1572 - 9 luglio 1578 nominato cardinale presbitero di Sant'Anastasia)
- Flavio Orsini (9 luglio 1578 - 16 maggio 1581 deceduto)
- Pedro de Deza Manuel (9 gennaio 1584 - 20 aprile 1587 nominato cardinale presbitero di San Girolamo dei Croati)
- Girolamo Simoncelli (o Simonelli) (15 gennaio 1588 - 30 marzo 1598 nominato cardinale presbitero di Santa Maria in Trastevere)
- Benedetto Giustiniani (17 marzo 1599 - 17 agosto 1611 nominato cardinale presbitero di San Lorenzo in Lucina)
- Bonifazio Bevilacqua Aldobrandini (31 agosto 1611 - 7 gennaio 1613 nominato cardinale presbitero di San Pietro in Vincoli)
- Carlo Conti di Poli (7 gennaio 1613 - 3 dicembre 1615 deceduto)
- Tiberio Muti (11 gennaio 1616 - 14 aprile 1636 deceduto)
  - Titolo vacante (1636 - 1647)
- Francesco Adriano Ceva (31 agosto 1643 - 12 ottobre 1655 deceduto)
- Giulio Gabrielli (6 marzo 1656 - 18 luglio 1667 nominato cardinale presbitero di Santa Prassede)
- Carlo Pio di Savoia (14 novembre 1667 - 28 gennaio 1675 nominato cardinale presbitero di San Crisogono)
- Alessandro Crescenzi, C.R.S. (15 luglio 1675 - 8 maggio 1688 deceduto)
- Marcello Durazzo (14 novembre 1689 - 21 febbraio 1701 nominato cardinale presbitero di San Pietro in Vincoli)
- Giuseppe Archinto (14 marzo 1701 - 9 aprile 1712 deceduto)
- Francesco Maria Casini, O.F.M.Cap. (11 luglio 1712 - 14 febbraio 1719 deceduto)
- Giovanni Battista Salerni, S.I. (16 settembre 1720 - 20 febbraio 1726 nominato cardinale presbitero di Santo Stefano al Monte Celio)
- Luis Belluga y Moncada, C.O. (20 febbraio 1726 - 16 dicembre 1737 nominato cardinale presbitero di Santa Maria in Trastevere)
- Pier Luigi Carafa (16 dicembre 1737 - 16 settembre 1740 nominato cardinale vescovo di Albano)
- Silvio Valenti Gonzaga (16 settembre 1740 - 15 maggio 1747 nominato cardinale presbitero di San Callisto)
- Mario Millini (o Mellini) (15 maggio 1747 - 1º aprile 1748 nominato cardinale presbitero di San Marcello)
  - Titolo vacante (1748- 1760)
- Ludovico Merlini (21 luglio 1760 - 19 aprile 1762 nominato cardinale presbitero di San Marcello)
  - Titolo vacante (1762 - 1801)
- Francesco Mantica (20 luglio 1801 - 13 aprile 1802 deceduto)
  - Titolo vacante (1802 - 1832)
- Francesco Maria Pandolfi Alberici (17 dicembre 1832 - 3 giugno 1835 deceduto)
- Giuseppe Alberghini (24 luglio 1835 - 30 settembre 1847 deceduto)
  - Titolo vacante (1847 - 1862)
- Miguel García Cuesta (21 maggio 1862 - 14 aprile 1873 deceduto)
- Tommaso Maria Martinelli, O.E.S.A. (17 settembre 1875 - 24 marzo 1884 nominato cardinale vescovo di Sabina)
- Michelangelo Celesia, O.S.B.Cas. (13 novembre 1884 - 25 novembre 1887 nominato cardinale presbitero di San Marco)
  - Titolo vacante (1887 - 1891)
- Luigi Sepiacci, O.E.S.A. (17 dicembre 1891 - 26 aprile 1893 deceduto)
- Domenico Ferrata (3 dicembre 1896 - 10 ottobre 1914 deceduto)
- Vittorio Amedeo Ranuzzi de' Bianchi (7 dicembre 1916 - 16 febbraio 1927 deceduto)
- Charles-Henri-Joseph Binet (22 dicembre 1927 - 15 luglio 1936 deceduto)
- Adeodato Piazza, O.C.D. (16 dicembre 1937 - 14 marzo 1949 nominato cardinale vescovo di Sabina e Poggio Mirteto)
- Angelo Giuseppe Roncalli (29 ottobre 1953 - 28 ottobre 1958 eletto papa)
- Giovanni Urbani (18 dicembre 1958 - 19 marzo 1962 nominato cardinale presbitero di San Marco)
- José da Costa Nunes (22 marzo 1962 - 29 novembre 1976 deceduto)
- Giovanni Benelli (27 giugno 1977 - 26 ottobre 1982 deceduto)
- Alfonso López Trujillo (2 febbraio 1983 - 17 novembre 2001 nominato cardinale vescovo di Frascati)
- Justin Francis Rigali, dal 21 ottobre 2003